# Llama Eterna de la Libertad
La Llama Eterna de la Libertad fue un fuego ceremonial, parte del Altar de la Patria, ubicado en la Plaza Bulnes de Santiago de Chile. Fue encendida el 11 de septiembre de 1975 por Augusto Pinochet para conmemorar el golpe de Estado que derrocó a Salvador Allende e instauró la dictadura militar, y se mantuvo hasta el 18 de octubre de 2004, cuando fue apagada por la remodelación del Barrio Cívico con motivo del Bicentenario de Chile.

## Historia
La llama fue instalada el 11 de septiembre de 1975, en lo que en ese momento fue llamado como "la más gigantesca concentración que se haya realizado en Santiago". Augusto Pinochet y otros tres miembros de la junta militar encendieron la llama para conmemorar el segundo aniversario del golpe de Estado.
El 30 de septiembre del mismo año fue trasladada provisoriamente al Cerro Santa Lucía, para ser exhibida al público mientras se construía su ubicación definitiva, junto a la estatua y la cripta subterránea de Bernardo O'Higgins en el Altar de la Patria de la Plaza Bulnes. Una vez finalizados los trabajos de construcción, se trasladó la llama a su ubicación definitiva.
El 5 de octubre de 1982 se inauguró el Altar de la Patria en una ceremonia donde 77 jóvenes —que representaban a los caídos en la batalla de La Concepción— portaron antorchas que fueron encendidas y apagadas simbólicamente. Luego, columnas de personas llevaron fuego al Altar de la Patria, para que Pinochet encendiera la pira definitiva.
La llama fue blanco de varios ataques de opositores de la dictadura de Pinochet. El 28 de abril de 1980, un comando del Movimiento de Izquierda Revolucionaria (MIR) intentó dinamitar el monumento en el cerro Santa Lucía, asesinando al carabinero Heriberto Novoa, quien custodiaba la llama. En 1998, antes de que el general Pinochet asumiera como senador designado, la Juventud Socialista pudo apagarla en una acción de protesta como símbolo de repudio a la Constitución de 1980, que permitía esta figura política. El 19 de agosto de 2003 sufrió uno de sus últimos ataques.
El monumento se mantuvo hasta el 18 de octubre de 2004, durante el gobierno de Ricardo Lagos, cuando la llama fue apagada, y posteriormente demolido el 5 de diciembre del mismo año, para ser reemplazado por la remodelación del Barrio Cívico con motivo del Bicentenario.